# Scrobipalpomima addenda
Scrobipalpomima addenda är en fjärilsart som beskrevs av Povolny 1989. Scrobipalpomima addenda ingår i släktet Scrobipalpomima och familjen stävmalar. Inga underarter finns listade i Catalogue of Life.